# 第一信託銀行 (美國)
第一信託銀行，或直譯為第一共和銀行，是一家美国银行，提供零售银行、商业银行、信托和财富管理服务，主要面向低风险、高净值客户。

## 历史

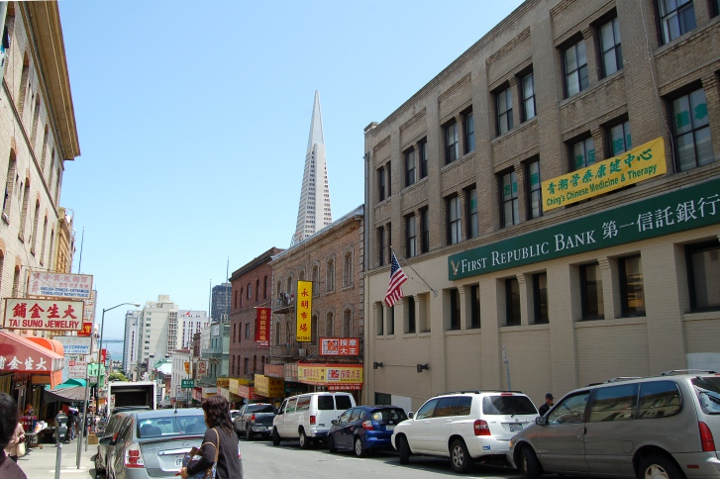
第一信托银行旧金山中国城分行

它由吉姆·赫伯特（Jim Herbert）于1985年创立，1985年7月1日开始运营，当时是一家工业银行。1986年8月，它以每股10美元的价格在纳斯达克上市。
2007年9月21日，它被美林证券收购，后者则在次年被美国银行收购。
2009年10月，美国银行将第一信託銀行出售给一批私人投资者，售价大约10亿美元。交易于2010年7月1日完成。新投资者额外提供了8亿美元，以满足美国监管机构制定的要求。
2023年3月，第一信託銀行傳出流動性危機，股價一度下跌超過70%，有民眾通宵在銀行外排隊取錢。3月16日，包括高盛、摩根士丹利、摩根大通、花旗银行、美国银行、富国银行在內的銀行向第一信託銀行存款共300億美元，並保存有關存款至少120天。
2023年4月24日，第一信託銀行公佈的2023年第1季業績顯示銀行於3月份流失逾1000億美元存款。
2023年4月28日，该银行宣布计划开始以亏损的价格出售其债券和证券以筹集资本，并开始裁员。多个顾问团队也开始离开该银行。当天宣布FDIC正在考虑接管该银行，导致其股价暴跌43%至3.50美元。在盘后交易中再次下跌42%后，FDIC确认即将接管该银行。第二天，FDIC接触了包括摩根大通、PNC和美国银行在内的各个银行，称他们有到4月30日提交对第一信托银行的竞标。5月1日，FDIC宣布第一信托银行已被加利福尼亚金融保护和创新部勒令关闭，由FDIC接管後被摩根大通以106億美元收購。